# البيوم
قرية البيوم هي إحدى القرى التابعة لمركز الزقازيق في محافظة الشرقية في جمهورية مصر العربية. حسب إحصاءات سنة 2006، بلغ إجمالي السكان في البيوم 5508 نسمة، منهم 2899 رجل و2609 امرأة.

## التاريخ
قرية البيوم من القرى القديمة، حيث وردت باسم البيوم في أعمال الشرقية ضمن قرى الروك الصلاحي التي أحصاها ابن مماتي في كتاب قوانين الدواوين. كما وردت  في أعمال الشرقية ضمن قرى الروك الناصري التي أحصاها ابن الجيعان في كتاب «التحفة السنية بأسماء البلاد المصرية». وفي العصر العثماني وردت في التربيع العثماني الذي أجراه الوالي العثماني سليمان باشا الخادم في عصر السلطان العثماني سليمان القانوني ضمن قرى ولاية الشرقية، وفي تاريخ 1228هـ/1813م الذي عدّ قرى مصر بعد المسح الذي قام به محمد علي باشا باسم «البيوم» ضمن قرى مديرية الدقهلية. انتقلت تبعيتها إلى مديرية الدقهلية، ثم عادت حديثًا إلى محافظة الشرقية.